# عزبة كفر السابي
قرية عزبة كفر السابى هي إحدى القرى التابعة لمركز شبراخيت في محافظة البحيرة في جمهورية مصر العربية. حسب إحصاءات سنة 2006، بلغ إجمالي السكان في عزبة كفر السابى 692 نسمة، منهم 370 رجل و322 امرأة.